# StarHub
StarHub é uma empresa de telecomunicações sediada em Singapura. Foi fundada em 7 de Maio de 1998 e possui atualmente três concorrentes diretos: STT Communications, MediaCorp e NTT Investment Singapore.
A StarHub possui quatro subsidiárias: a StarHub Mobile, a StarHub Cable Vision, a StarHub Internet e a StarHub Online.